# 軽犯罪法
軽犯罪法（けいはんざいほう、昭和23年法律第39号）は、さまざまな軽微な秩序違反行為に対する拘留、科料の刑に関する日本の法律である。

## 主務官庁
- 法務省刑事局刑事課

## 概要
騒音、虚偽申告、乞食、覗きなど33の行為が罪として定められている。公布時は34の行為であったが、第1条第21号（動物の虐待）が動物の愛護及び管理に関する法律で処罰されることとなるのに伴い削除された（最高罰則も、1年の懲役または100万円の罰金に引き上げられた）。
本法により警察犯処罰令（明治41年内務省令第16号）は廃止された。
本法の法定刑は「拘留又は科料」（第1条）であって、拘留・科料しかない犯罪では、特別の規定がない限り、幇助犯・教唆犯（従犯）は処罰されない（刑法64条）。しかし、本法は、これらの従犯を「正犯に準ずる」（第3条）と定めるので、従犯も処罰の対象になる。犯人隠避罪（刑法103条）の客体となる犯人には、当たらない。

## 濫用の禁止規定
国民の権利を必要以上に侵害しないため、戦前に浮浪罪や不敬罪が警察で濫用された事実があり、目的を逸脱して濫用されること（例えば、職務質問などによる別件逮捕や微罪逮捕の手段として利用されること）を防ぐために、第4条の規定がある。

しかし、軽犯罪法の処罰対象となる犯罪の客体が成立したことにより、結果としての刑法ないしその他の法律による犯罪が存在する場合は、刑法第47条の加重規定により、結果となった罪名の最も重い法定刑の1.5倍の有期拘禁刑を科することが可能になるため、厳罰化という意味で濫用され得る危険性がある。
この法律では、拘留・科料しかない犯罪であるため、令状逮捕をするにあたっては、刑事訴訟法199条1項但し書きにより「被疑者が定まった住居を有しない場合」または「犯罪の捜査をするについて必要がある時に検察官、検察事務官又は司法警察職員が被疑者の出頭の求めた際に正当な理由がなく応じない場合」に該当するときに限り、逮捕をすることができる。

## 罪として定められる行為
第1条 次の各号のひとつに該当する者は、拘留または科料に処する。
1. 人が住んでおらず、かつ、看守していない邸宅、建物または船舶の内に正当な理由がなくてひそんでいた者
  - 廃屋にたむろする行為。住居や、看守されている邸宅等に侵入すれば住居侵入罪が成立する。
2. 正当な理由がなくて刃物、鉄棒その他人の生命を害し、又は人の身体に重大な害を加えるのに使用されるような器具を隠して携帯していた者
  - 「正当な理由」があるとは、同号所定の器具を隠匿携帯することが、職務上又は日常生活上の必要性から、社会通念上、相当と認められる場合をいい、これに該当するか否かは、当該器具の用途や形状・性能、隠匿携帯した者の職業や日常生活との関係、隠匿携帯の日時・場所、態様及び周囲の状況等の客観的要素と、隠匿携帯の動機、目的、認識等の主観的要素とを総合的に勘案して判断すべきである[3]。2013年5月には「当人に明らかに異常な言動が見られない限りは犯罪を疑う理由はなく職務質問等は違法」とする判決が示された[4]。
  - 刃渡り15cm以上の刀（日本刀を指す）・剣等（両刃の刃物を指す）は銃砲刀剣類所持等取締法3条により所持が禁止されており、刃体の長さが6cmを超える刃物（カッターナイフやはさみなど）は同法22条により携帯が禁止されているため、本号は原則として6cm以下の刃物等（刃渡りの短い剃刀やアーミーナイフなど）について適用があることになる。また、「隠して」という文言があるため、ベルトに装着したり、キーホルダーなどにぶら下げるなどして（他者から見える形で）公然と携帯していれば軽犯罪法違反に該当しないこととなる。しかし、その一方で多くの道府県の迷惑防止条例では、「何人も、公共の場所又は公共の乗物において、正当な理由がないのに、刃物、鉄棒、木刀その他人の身体に危害を加えるのに使用されるような物を、公衆に対し不安を覚えさせるような方法で携帯してはならない。」と規定されているため、一概に合法とまでは言い切れない。
  - 催涙スプレーについて「その他人の生命を害し、又は人の身体に重大な害を加えるのに使用されるような器具」に該当すると判断した判例[3]がある。
  - 経理に従事して職務上多額の現金や有価証券等を職務上電車や徒歩で輸送することがあるから防犯用に催涙スプレーを入手した被告人の男性が、健康上の理由から行うサイクリングを深夜に行う際に、催涙スプレー1本を専ら防御用に隠匿携帯した事例において「正当な理由」があると判断し、1審判決を破棄し無罪とした最高裁の確定判決がある[3]。
3. 正当な理由がなくて合かぎ、のみ、ガラス切り（英語版）その他他人の邸宅又は建物に侵入するのに使用されるような器具を隠して携帯していた者
  - ただし、「隠して」という文言があるため、公然と携帯していれば軽犯罪法違反に該当しないこととなる。またピッキング用具については携帯自体が正当な理由がない場合はピッキング防止法違反に問われることもある。
4. 生計の途がないのに、働く能力がありながら職業に就く意思を有せず、かつ、一定の住居を持たない者で諸方をうろついたもの
  - 警察犯処罰令（廃止済み）1条3号に規定されていた「浮浪罪」に相当する。就職活動中の人物に対して、職務質問の別件逮捕として利用されたが、大阪高等裁判所で、奈良県警察の捜査は違法であるとして、無罪判決とした判例がある[5]。
5. 公共の会堂、劇場、飲食店、ダンスホールその他公共の娯楽場において、入場者に対して、又は汽車、電車、乗合自動車、船舶、飛行機その他公共の乗物の中で乗客に対して著しく粗野又は乱暴な言動で迷惑をかけた者
  - 言動の程度によっては脅迫罪や強要罪、威力業務妨害罪、鉄道営業法違反、道路運送法違反、航空法違反、航空危険行為等処罰法違反に問われることもある。
6. 正当な理由がなくて他人の標灯又は街路その他公衆の通行し、若しくは集合する場所に設けられた灯火を消した者
  - 程度によっては、偽計業務妨害罪に問われることもある。
7. みだりに船又はいかだを水路に放置し、その他水路の交通を妨げるような行為をした者
  - 程度によっては、往来妨害罪に問われることもある。
8. 風水害、地震、火事、交通事故、犯罪の発生その他の変事に際し、正当な理由がなく、現場に出入するについて公務員もしくはこれを援助する者の指示に従うことを拒み、または公務員から援助を求められたのにかかわらずこれに応じなかった者
  - 変事非協力の罪。目の前で事件が起きているのに警察官や消防士、自衛官などの協力要請を無視した場合に適用される。
9. 相当の注意をしないで、建物、森林その他燃えるような物の附近で火をたき、またはガソリンその他引火し易い物の附近で火気を用いた者
  - 火災に発展した場合は重過失失火罪、消防法違反になる。
10. 相当の注意をしないで、銃砲または火薬類、ボイラーその他の爆発する物を使用し、またはもてあそんだ者
  - 公安委員会の許可がないまま、銃砲や火薬類を所持した場合は、銃砲刀剣類所持等取締法違反や火薬類取締法違反、爆発物取締罰則違反に問われることもある。
11. 相当の注意をしないで、他人の身体又は物件に害を及ぼす虞のある場所に物を投げ、注ぎ、又は発射した者
  - 程度によっては、暴行罪・器物損壊罪・威力業務妨害罪に問われることもある。
12. 人畜に害を加える性癖のあることの明らかな犬その他の鳥獣類を正当な理由がなくて解放し、又はその監守を怠ってこれを逃がした者
  - 人に危害が出た場合は、過失傷害罪に問われることもある。
13. 公共の場所において多数の人に対して著しく粗野若しくは乱暴な言動で迷惑をかけ、又は威勢を示して汽車、電車、乗合自動車、船舶その他の公共の乗物、演劇その他の催し若しくは割当物資の配給を待ち、若しくはこれらの乗物もしくは催しの切符を買い、もしくは割当物資の配給に関する証票を得るため待っている公衆の列に割り込み、若しくはその列を乱した者
  - 「公共の場所」とは、不特定多数の者（公衆）が自由に利用しまたは出入りできる場所を言う。道路、公園、広場、河川、駅、興行場および公会堂他一般公衆が出入り可能な建物等がこれに含まれる。公有の場所であるか私有の場所であるかは問わない[6]。
  - 言動の程度によっては脅迫罪や強要罪、鉄道営業法違反に問われることもある。
14. 公務員の制止をきかずに、人声、楽器、ラジオなどの音を異常に大きく出して静穏を害し近隣に迷惑をかけた者
  - 国会議事堂周辺地域など一部の地域において拡声機を使用して静穏を害した者については、国会議事堂等周辺地域及び外国公館等周辺地域の静穏の保持に関する法律違反に問われることもある。また、拡声機により暴騒音を生じさせる行為については、拡声機暴騒音規制条例違反に問われる自治体もある。また、他人に不眠や頭痛等の被害を与えた場合は傷害罪に問われることもある。
15. 官公職、位階勲等、学位その他法令により定められた称号もしくは外国におけるこれらに準ずるものを詐称し、または資格がないのにかかわらず、法令により定められた制服若しくは勲章、記章その他の標章もしくはこれらに似せて作った物を用いた者
  - 称号詐称、標章等窃用（ディプロマミルの学位を公称した場合などが該当すると考えられる。また、警察官・自衛官や軍人（戦闘服は、部隊や階級などを示す標章を縫い付けている場合）のコスプレがこれに該当するため、コミックマーケットなどほとんどのイベントで禁止・または着用したままの外出を認めないなど規制事項を設けている。同様に、公の官員ではないが警備員を思わせる服装や道具類も規制事項を設けている場合が多い。ニセ電話事件で検事総長でない者が検事総長の名を騙って電話をして、内閣総理大臣から指揮権発動の言質を引き出そうとしたことについて適用されたことがある。
16. 虚構の犯罪または災害の事実を公務員に申し出た者
  - 無実の第三者を犯人に仕立て上げて処罰を受けさせる目的で、虚構の犯罪を申告した場合は、虚偽告訴罪となる。
  - 警察・消防等に徒労の出動をさせる目的で、虚構の犯罪や災害を申告した場合は、業務妨害罪に問われた事例がある。
17. 質入または古物の売買もしくは交換に関する帳簿に、法令により記載すべき氏名、住居、職業その他の事項につき虚偽の申立をして不実の記載をさせた者
  - 古物商が自分の判断で帳簿に虚偽の記載をした場合は古物営業法違反に問われる。
  - 質店や古物商が盗品と知っていて買い取ること（故買）も犯罪である。盗品等関与罪を参照。
18. 自己の占有する場所内に、老幼、不具もしくは傷病のため扶助を必要とする者または人の死体もしくは死胎のあることを知りながら、速やかにこれを公務員に申し出なかった者
  - 扶助を必要とする者を保護する義務を負う者（幼児の親、老人や病人の介護者など）がこれを遺棄、放置したときは保護責任者遺棄罪となる。
  - 死体又は死胎を埋葬する義務を負う者（死者の同居の親族）がこれを遺棄、放置したときは死体遺棄罪に問われる。
19. 正当な理由がなくて変死体または死胎の現場を変えた者
  - 程度によっては、死体遺棄罪に問われることもある。
20. 公衆の目に触れるような場所で公衆にけん悪の情を催させるような仕方でしり、ももその他身体の一部をみだりに露出した者
  - 程度によっては、迷惑防止条例や公然わいせつ罪に問われることもある。
21. 削除
  - 動物を虐待する行為→動物の愛護及び管理に関する法律により、更に厳罰化（1年の懲役または100万円の罰金）が科せられるようになった。
22. こじきをし、又はこじきをさせた者
  - 15歳未満の児童にこじきさせ、又は児童を利用してこじきをした場合は、児童福祉法違反に問われる。
23. 正当な理由がなくて人の住居、浴場、更衣場、便所その他人が通常衣服をつけないでいるような場所をひそかにのぞき見た者
  - 「場所をひそかにのぞき見た者」とあるように、当該の場所が無人であっても違法となる。
  - 屋外や公共の場所は「通常衣服をつけないでいるような場所」でないから、屋外で更衣や排泄している人をのぞき見しても本項は適用できない。ただし、性的な姿態を撮影する行為等の処罰及び押収物に記録された性的な姿態の影像に係る電磁的記録の消去等に関する法律や迷惑防止条例など他の法令の適用対象になる。
  - 2015年4月18日の福岡高裁判決では「軽犯罪法1条23号所定の場所を視認し得る場所に撮影機能のある機器をひそかに置いて当該場所を撮影録画する行為は、のぞき見行為の中核的部分を既に実現しているものということができる」と判示しており、盗撮も軽犯罪法違反で適用できるとしている。
  - 他者が目的外で建造物等に侵入した場合は建造物等侵入罪が適用されることもある。
24. 公私の儀式に対して悪戯などでこれを妨害した者
  - 儀式を妨害することが目的で、結婚式、葬儀など、儀式が行われている会場に侵入した場合、建造物等侵入罪が適用されることもある。
  - 程度によっては、威力業務妨害罪・偽計業務妨害罪・礼拝所及び墳墓に関する罪に問われることもある。
25. 川、みぞその他の水路の流通を妨げるような行為をした者
  - それによって浸水などの被害を与えたときは、出水及び水利に関する罪、河川法の指定する河川に対して行う場合は同法違反に問われることもある。
26. 街路又は公園その他公衆の集合する場所で、たんつばを吐き、または大小便をし、もしくはこれをさせた者
  - 事例によっては、浄水汚染罪（付近に飲料水として使用されている井戸などがあった場合）、器物損壊罪（他人の所有物などに放尿した場合）、公然わいせつ罪（人々が集合したり往来のある場所などで陰部を露出して放尿・排便した場合）にも問われる。
27. 公共の利益に反してみだりにごみ、鳥獣の死体その他の汚物または廃物を棄てた者
  - 程度によっては、廃棄物の処理及び清掃に関する法律違反に問われることもある。
28. 他人の進路に立ちふさがって、若しくはその身辺に群がって立ち退こうとせず、又は不安若しくは迷惑を覚えさせるような仕方で他人につきまとった者
  - 条件が該当すれば、ストーカー行為等の規制等に関する法律、配偶者からの暴力の防止及び被害者の保護等に関する法律、児童虐待の防止等に関する法律、暴力団員による不当な行為の防止等に関する法律に問われることもある。
29. 他人の身体に対して害を加えることを共謀した者の誰かがその共謀に係る行為の予備行為をした場合における共謀者
30. 人畜に対して犬その他の動物をけしかけ、又は馬若しくは牛を驚かせて逃げ走らせた者
  - 程度によっては、道路交通法違反、威力業務妨害罪や偽計業務妨害罪に問われることもある。
31. 他人の業務に対して悪戯などでこれを妨害した者
  - 程度によっては、威力業務妨害罪や偽計業務妨害罪に問われることもある。
32. 入ることを禁じた場所または他人の田畑に正当な理由がなくて入った者
  - さく等に囲まれた建造物の敷地に侵入する行為は住居侵入罪に該当する。日本人活動家尖閣諸島上陸事件では尖閣諸島への上陸に関して、任意聴取が行われた事例もある。
33. みだりに他人の家屋その他の工作物にはり札をし、若しくは他人の看板、禁札その他の標示物を取り除き、又はこれらの工作物若しくは標示物を汚した者
  - 程度によっては、器物損壊罪や建造物損壊罪に問われることもある。また、屋外広告物規制条例が適用される可能性もある。愛知原水協ビラ貼り事件の最高裁判決では日本国憲法第21条が規定する表現の自由に違反せず、合憲とする判決が出た。
34. 公衆に対して物を販売し、若しくは頒布し、又は役務を提供するにあたり、人を欺き、又は誤解させるような事実を挙げて広告をした者
  - 悪徳商法の一つ、催眠商法やステルスマーケティングがこれに相当。詐欺罪、不正競争防止法違反、景品表示法違反、特定商取引に関する法律違反において刑事罰が問われない行為について軽犯罪法が適用される場合がある。

## 適用状況
2016年に軽犯罪法違反で、警察から検察庁へ送致された件数は9,801件、人員は19,137人となっている（有罪判決の数ではない）。一方で法務省の犯罪白書によれば、1989年（平成元年）は2,382人だったが、2004年（平成16年）以降、検察庁新規受理人員は前年の2003年（平成15年）7,227人から約3,000人を超え、11,001人と大幅に伸び、ピーク時の2009年（平成21年）には16,396人であったが、2010年（平成22年）から13,799人と大幅な減少傾向に転じ、2013年（平成25年）には、8,382人と2009年（平成21年）の半数と激減した。平成26年（2014年（平成26年）は8,949人と増加したが、2015年（平成25年）は8,908人、2016年（平成28年）は8,318人と、再び減少した。
警察庁の統計によると、違反態様別で件数（確定判決の数ではない）が多いのは、2015年度（平成27年度）［軽犯罪法全送致件数：10,373件］では、第32号（田畑等侵入） 3,586件［軽犯罪法全送致件数の約34.09％］、第2号（凶器携帯） 3,101件［軽犯罪法全送致件数の約29.89％］、第9号（火気乱用） 725件［軽犯罪法全送致件数の約6.99％］、第16号（虚構申告） 617件［軽犯罪法全送致件数の約5.95％］などとなっている。